# Сесіль де Франс
Сесі́ль де Фра́нс (фр. Cécile de France, фр. вимова: [sesil də fʁɑ̃s]; нар. 17 липня 1975, Намюр, Бельгія) — бельгійська і французька акторка.

## Біографія
Сесіль де Франс народилася 17 липня 1975 року і бельгійському місті Намюрі. З 10-річного віку вона грала в любительських виставах, з 15-ти років відвідувала курси Жан-Мішеля Фрера. У 17-річному віці Сесіль вирішила продовжити навчання акторській професії у Франції. У середині 1990-х вона перебувала в роз'їздах між Ліоном і Парижем, де відповідно навчалася на курсах Жана-Поля Денізона і протягом трьох років (1995-98) в Національній школі мистецтв і театральної техніки (фр. École nationale supérieure des arts et techniques du théâtre, ENSATT) на вулиці Бланш, з'являючись на театральних сценах обох міст.

### Кар'єра
З 1997 року Сесіль де Франс починає регулярно зніматися в короткометражних фільмах. Потім відомий продюсер Домінік Бенеар привів Сесіль на кастинг її першої повнометражної стрічки. Першої помітною роботою Сесіль в кіно була роль у режисерському дебюті актора Рішара Беррі́ «Мистецтво зваблювання». У 2002 році Сесіль знялася уже в трьох повнометражних фільмах, після яких явно вималювалося її амплуа романтичної панночки, легковажної та чарівної. За роль в «Іспанській таверні» (2002) Седріка Клапіша акторка здобула свою першу кінопремію «Сезар» як найперспективніша акторка. У 2003 році акторка змінила амплуа, знявшись у трилері Александра Ажа «Висока напруга», після показу якого в Сполучених Штатах її було запрошено для участі у бюджетній голлівудській екранізацію роману Жуля Верна «Навколо світу за 80 днів» (2004).
Серед помітних акторських робіт Сесіль де Франс останніх років — ролі у фільмах «Потойбічне» (2010), «Хлопчик з велосипедом» (2011),  «Мебіус» (2013) та ін. У 2015 зіграла головну роль у фільмі режисерки Катрін Корсіні «Тепла пора року», де партнерками акторки були Ізя Іжлен та Ноемі Львовскі. У 2016 році стрічку було висунуто на здобуття премії «Люм'єр» у п'яти категоріях, зокрема за найкращий фільм.
У 2014 році Сесіль де Франс було обрано ведучою 39-ї церемонії нагородження премією «Сезар».
У 2015 році акторка входила до складу журі (очолюваного Абдеррахманом Сіссако) секцій Сінефондасьйон і конкурсу короткометражних фільмів 68-го Каннського кінофестивалю.
У 2017 році вона знялася в байопіку «Джанго» з Реда Катебом, який зіграв головну роль, та в комедійній драмі «Мій друг» зі своїм співвітчизником Франсуа Дам'єном.
2018 рік розпочався з Берлінського кінофестивалю, де вона була членом журі під головуванням німецького режисера Тома Тиквера. Вона сиділа поруч із японським композитором Рюічі Сакамото. На завершення фестивалю вона зняла історичну комедію «Мадемуазель де Жонсьє», першу роботу французького режисера Еммануеля Муре у жанрі історичного кіно. Її партнерами стали Едуард Баєр та молода Аліса Ісааз.
На початку 2019 року, через шість років після «Китайської головоломки», вона повертається в гумористичний регістр, очоливши жіноче тріо в чорній комедії «Бунтарки» разом з Йоландою Моро та Одрі Ламі.
У виданні словника Larousse за 2020 рік вона занесена до списку актрис, які з роками змінили свій регістр. Вона повернулася до ролі, яку зіграла у фільмі «Молодий Папа», у його продовженні «Новий Папа», де знялася разом з Джоном Малковичем.

### Особисте життя
Сесіль де Франс Вона має двох дітей, Ліно і Джоя, від музиканта Гійом Серона.

## Фільмографія (вибіркова)
| Рік  |    | Українська назва           | Оригінальна назва                   | Роль                  |
| ---- | -- | -------------------------- | ----------------------------------- | --------------------- |
| 1991 | с  | Випадки розлучення         | Cas de divorce                      | Габріель Клеман       |
| 1997 | кф | Усі наші побажання щастя   | Tous nos voeux de bonheur           | дівчина               |
| 1998 | тф | Куля у скачку              | La balle au bond                    | дівчина               |
| 1999 | с  | Аліс Невер                 | Le juge est une femme               | Анна                  |
| 2000 | кф | Минула мрія                | Le dernier rêve                     | дівчина               |
| 2000 | ф  | Подивися на мене           | Regarde-moi (en face)               | Дюн                   |
| 2000 | ф  | Смачного                   | Bon appetit!                        | дівчина               |
| 2001 | ф  | Мистецтво зваблювання      | L'art (délicat) de la séduction     | Лаура                 |
| 2001 | ф  | Ніч за ніччю               | Toutes les nuits                    | повія                 |
| 2001 | кф | Паперовий брак             | Le mariage en papier                | Ліза                  |
| 2001 | тф | Нана                       | Nana                                | Крістіна              |
| 2002 | кф | Вовк!                      | Loup!                               | Люсі                  |
| 2002 | ф  | Іспанська таверна          | L'auberge espagnole                 | Ізабель               |
| 2002 | ф  | Ірен                       | Irène                               | Ірен                  |
| 2002 | ф  | Я йду тебе шукати          | A+ Pollux                           | Поллакс Лесьяк        |
| 2003 | ф  | Я, Цезар                   | Moi César, 10 ans 1/2, 1m39         | Саманта               |
| 2003 | мф | Каєна: Пророцтво           | Kaena: La prophétie                 | Каєна                 |
| 2003 | ф  | Висока напруга             | Haute tension                       | Марі                  |
| 2003 | с  | Малі міські міфи           | Petits mythes urbains               | жінка                 |
| 2004 | ф  | Навколо світу за 80 днів   | Around the World in 80 Days         | Монік Ляруш           |
| 2004 | кф | Ніч з 6 до 7               | La nuit du 6 au 7                   | Іві                   |
| 2004 | ф  | Довірся                    | La confiance règne                  | Крістель Баррел       |
| 2005 | ф  | Красуні                    | Les poupées russes                  | Ізабель               |
| 2006 | ф  | Місця в партері            | Fauteuils d'orchestre               | Джессіка              |
| 2006 | ф  | Коли я був співаком        | Quand j'étais chanteur              | Меріон                |
| 2006 | ф  | Мій полковник              | Mon colonel                         | лейтенант Гало        |
| 2006 | ф  | Слабка віра                | Mauvaise foi                        | Клара Брайтман        |
| 2007 | мф | Белосніжка: Шлюбний сезон  | Blanche Neige, la suite             | Білосніжка            |
| 2007 | с  | Новели Мопассана           | Chez Maupassant                     | Матильда Луазель      |
| 2007 | ф  | Зачаровані танцем          | J'aurais voulu être un danseur      | Бланш                 |
| 2007 | ф  | Де рука людини без голови  | Où est la main de l'homme sans tête | Єва Сандерс           |
| 2007 | ф  | Сімейна таємниця           | Un secret                           | Таня Штірн / Грімберт |
| 2008 | ф  | Ворог держави № 1          | L’instinct de mort                  | Жанна Шнайдер         |
| 2008 | кф | Від одного життя до іншого | D'une vie à l'autre                 | Мілла                 |
| 2008 | ф  | Ворог держави № 1: Легенда | L'ennemi public n°1                 | Жанна Шнайдер         |
| 2009 | ф  | Сестра-Посмішка            | Soeur Sourire                       | Жаннін Деккерс        |
| 2010 | ф  | Варта порядку              | Les gardiens de l'ordre             | Джулія                |
| 2010 | ф  | Потойбічне                 | Hereafter                           | Мари                  |
| 2011 | ф  | Хлопчик з велосипедом      | Le gamin au vélo                    | Саманта               |
| 2011 | ф  | Нечутне торкання           | Un baiser papillon                  | Аліса                 |
| 2012 | ф  | Суперстар                  | Superstar                           | Флер Арно             |
| 2013 | ф  | Мебіус                     | Möbius                              | Еліс                  |
| 2013 | ф  | Китайська головоломка      | Casse-tête chinois                  | Ізабель               |
| 2015 | ф  | У рівновазі                | En équilibre                        | Флоренс Кернел        |
| 2015 | ф  | Тепла пора року            | La belle saison                     | Кароль                |
| 2015 | с  | Десять відсотків           | Dix pour cent                       | камео                 |
| 2016 | с  | Молодий тато               | Il giovane papa                     | София                 |
| 2016 | ф  | Термін життя               | Term Life                           | Люсі                  |
| 2017 | ф  | Джанго                     | Django                              | Луїз де Клерк         |
| 2018 | ф  | Мадемуазель де Жонк'єр     | Mademoiselle de Joncquières         | мадам де ла Поммере   |
| 2023 | ф  | Рій                        | Der Schwarm                         | Сесіль Рош            |

## Визнання

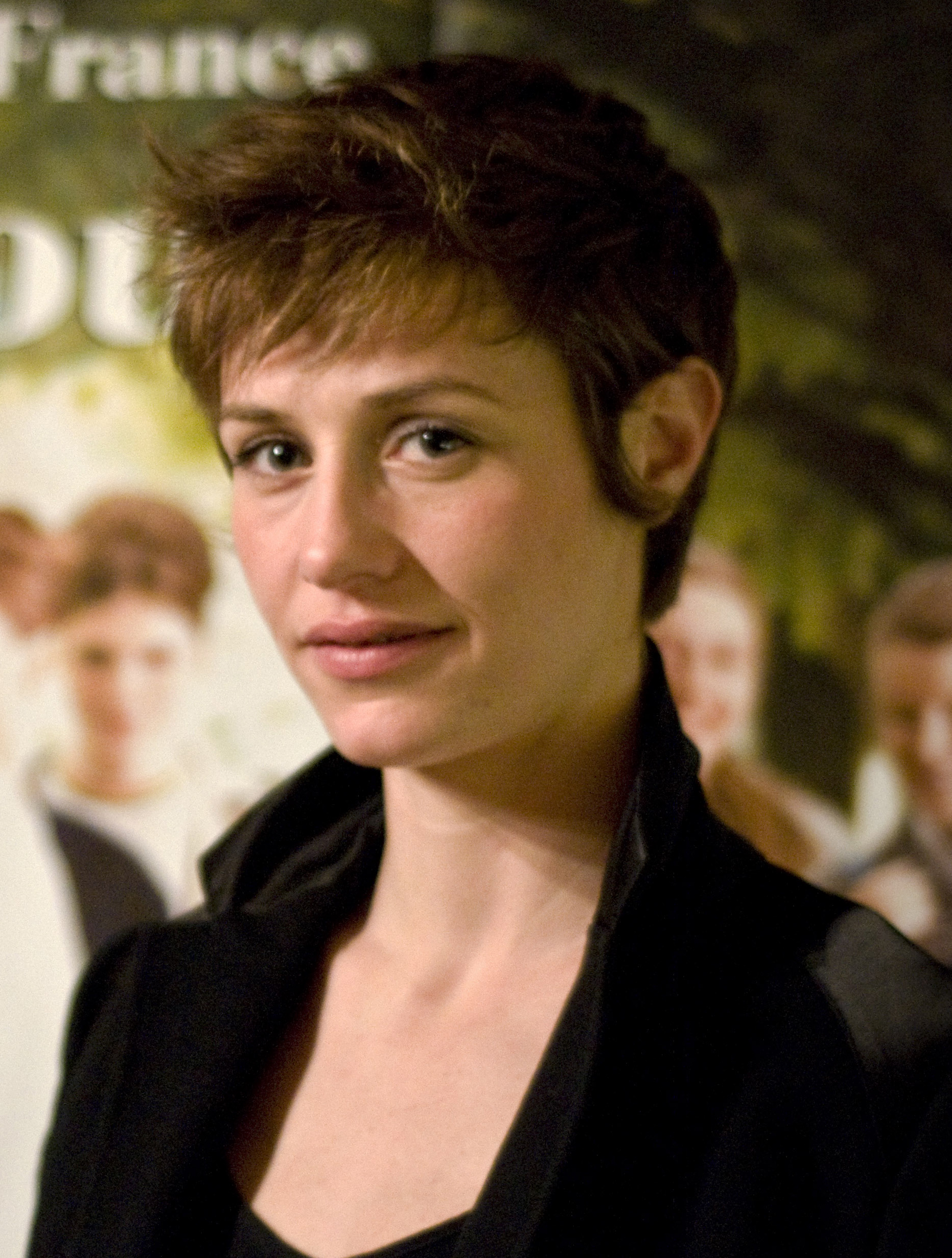
Сесіль де Франс у 2009 році

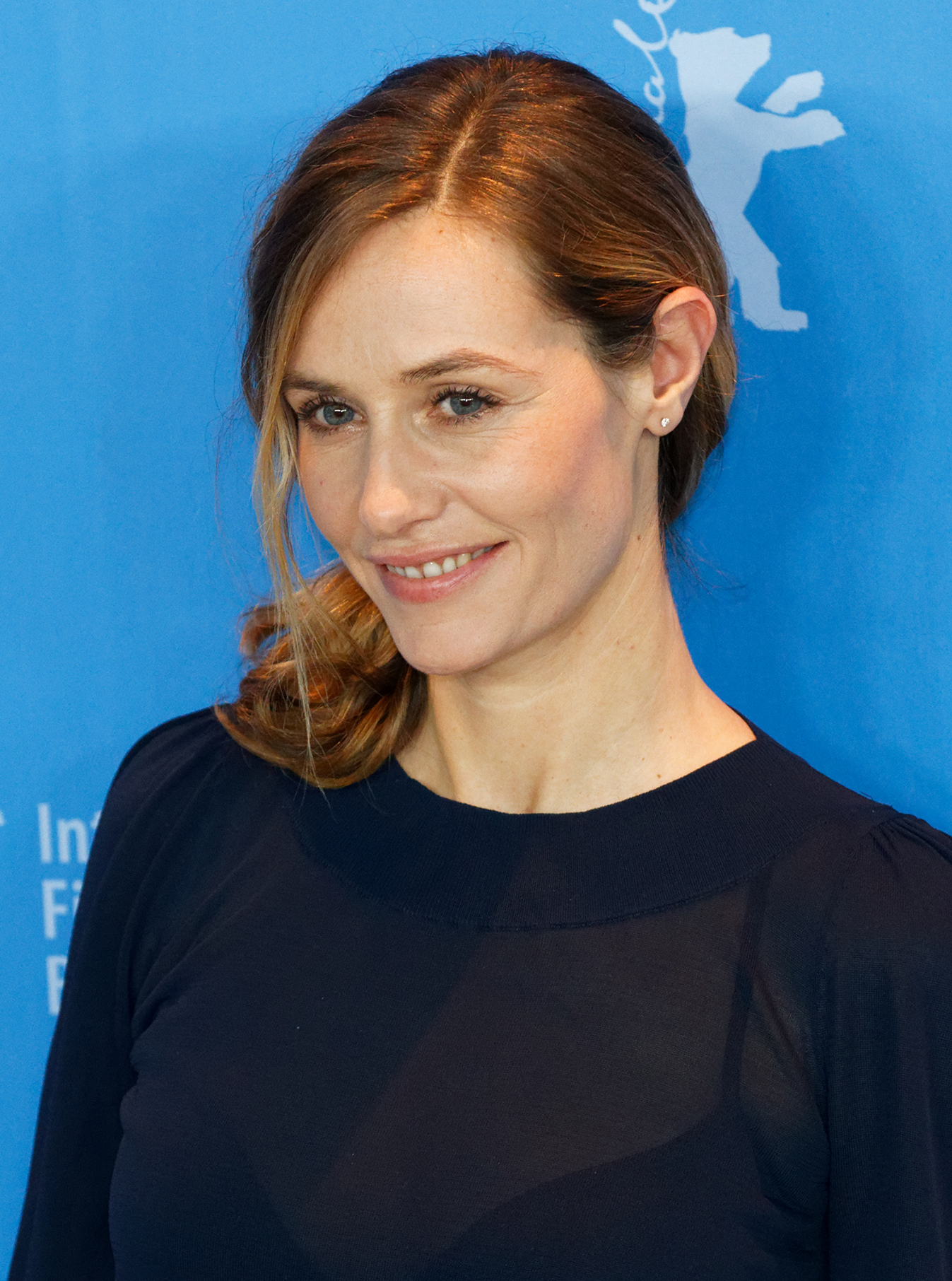
Сесіль де Франс на Берлінському кінофестивалі, 2017

| Рік                                                   | Категорія                        | Фільм                           | Результат |  |
| ----------------------------------------------------- | -------------------------------- | ------------------------------- | --------- |  |
| Премія «Люм'єр»                                       |                                  |                                 |           |  |
| 2003                                                  | Найкраща молода акторка          | Іспанська таверна               | Перемога  |  |
| 2019                                                  | Найкраща акторка                 | Мадемуазель де Жонк'єр          | Номінація |  |
| Премія «Сезар»                                        |                                  |                                 |           |  |
| 2003                                                  | Найперспективніша акторка        | Іспанська таверна               | Перемога  |  |
| 2006                                                  | Найкраща акторка другого плану   | Красуні                         | Перемога  |  |
| 2007                                                  | Найкраща акторка                 | Місця в партері                 | Номінація |  |
| 2007                                                  | Найкраща акторка                 | Коли я був співаком             | Номінація |  |
| 2008                                                  | Найкраща акторка                 | Сімейна таємниця                | Номінація |  |
| 2016                                                  | Найкраща акторка                 | Тепла пора року                 | Номінація |  |
| 2019                                                  | Найкраща акторка                 | Мадемуазель де Жонк'єр          | Номінація |  |
| Берлінський міжнародний кінофестиваль                 |                                  |                                 |           |  |
| 2003                                                  | Приз Падаюча зірка               | Приз Падаюча зірка              | Перемога  |  |
| Каталонський міжнародний кінофестиваль в Сіджасі      |                                  |                                 |           |  |
| 2003                                                  | Найкраща акторка                 | Висока напруга                  | Перемога  |  |
| Золота зірка кіно                                     |                                  |                                 |           |  |
| 2003                                                  | Найкраща акторка-новачок         | Іспанська таверна               | Перемога  |  |
| 2007                                                  | Найкраща акторка                 | Слабка віра Коли я був співаком | Перемога  |  |
|                                                       |                                  |                                 |           |  |
| 2005                                                  | Приз Ромі Шнайдер                | Приз Ромі Шнайдер               | Перемога  |  |
| Кінофестиваль у Кабурі                                |                                  |                                 |           |  |
| 2006                                                  | «Золотий Сван» найкращій акторці | Місця в партері                 | Перемога  |  |
| Міжнародний кінофестиваль франкомовного кіно в Намюрі |                                  |                                 |           |  |
| 2007                                                  | Золотий Баяр найкращій акторці   | Де рука людини без голови       | Перемога  |  |
| Кришталевий глобус                                    |                                  |                                 |           |  |
| 2007                                                  | Найкраща акторка                 | Місця в партері                 | Номінація |  |
| 2007                                                  | Найкраща акторка                 | Сімейна таємниця                | Перемога  |  |
| 2019                                                  | Найкраща акторка                 | Мадемуазель де Жонк'єр          | Номінація |  |
| Приз Європейської кіноакадемії                        |                                  |                                 |           |  |
| 2011                                                  | Найкраща європейська акторка     | Хлопчик з велосипедом           | Номінація |  |
| Премія «Магрітт»                                      |                                  |                                 |           |  |
| 2018                                                  | Найкраща акторка                 | Позбав мене від сумнівів        | Номінація |  |
| 2019                                                  | Найкраща акторка                 | Мадемуазель де Жонк'єр          | Номінація |  |